# Bob Zany
Bob Zany, né le 11 septembre 1961, est un acteur et scénariste américain.

## Filmographie

### comme acteur
- 1988 : Up Your Alley : Sonny Griffin
- 1990 : L'Exorciste en folie (Repossessed) : Man on Studio Tour
- 1992 : The Adventures of Babyman
- 1996 : I Crave Rock & Roll
- 2001 : Joe La Crasse (Joe Dirt) : Bullying Man #1
- 2005 : Life in the Bowling Lane (vidéo) : Bowling Instructor

### comme scénariste
- 2006 : Bob & Tom: Standup Sitting Down (vidéo)